# Елрама (Пенсільванія)
Елрама (англ. Elrama) — переписна місцевість (CDP) в США, в окрузі Вашингтон штату Пенсільванія. Населення — 285 осіб (2020).

## Географія
Елрама розташована за координатами 40°15′6″ пн. ш. 79°55′27″ зх. д. / 40.25167° пн. ш. 79.92417° зх. д. (40.251739, -79.924282).  За даними Бюро перепису населення США в 2010 році переписна місцевість мала площу 0,38 км², уся площа — суходіл.

## Демографія
Згідно з переписом 2010 року, у переписній місцевості мешкало 307 осіб у 134 домогосподарствах у складі 82 родин. Густота населення становила 798 осіб/км².  Було 149 помешкань (387/км²).
Расовий склад населення:
| - 99,3 % — білих - 0,7 % — корінних американців |

До двох чи більше рас належало 0,0 %. Частка іспаномовних становила 0,0 % від усіх жителів.
За віковим діапазоном населення розподілялося таким чином: 20,8 % — особи молодші 18 років, 61,9 % — особи у віці 18—64 років, 17,3 % — особи у віці 65 років та старші. Медіана віку мешканця становила 44,9 року. На 100 осіб жіночої статі у переписній місцевості припадало 96,8 чоловіків;  на 100 жінок у віці від 18 років та старших — 99,2 чоловіків також старших 18 років.
За межею бідності перебувало 55,0 % осіб, у тому числі 100,0 % дітей у віці до 18 років та 0,0 % осіб у віці 65 років та старших.
Цивільне працевлаштоване населення становило 68 осіб. Основні галузі зайнятості: роздрібна торгівля — 80,9 %, будівництво — 19,1 %.